# Die Ratte (film 1918)
Die Ratte è un film muto del 1918 diretto da Harry Piel (con la supervisione di Joe May). Fa parte della serie delle avventure del detective Joe Deebs.

## Produzione
Il film, prodotto dalla May-Film fu girato nel giugno 1918; le riprese in esterni furono girate a Berlino, quelle in interni all'Ufa-Union-Atelier di Tempelhof.

## Distribuzione
Distribuito dalla Universum Film (UFA), uscì nelle sale cinematografiche tedesche presentato al Kammerlichtspiele di Berlino l'11 ottobre 1918 con il visto di censura che ne vietava la visione ai minori.